# Kapap-Lotar

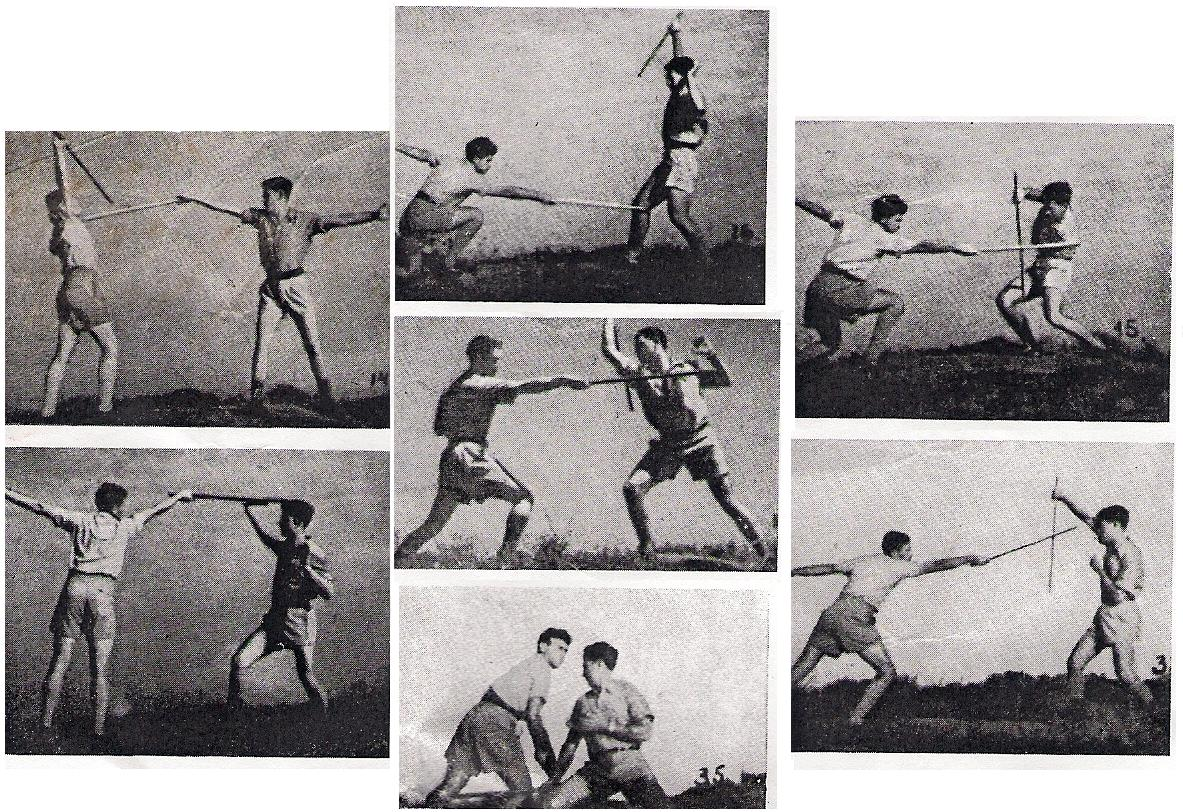

Le kapap (krav panim el panim, qui signifie en hébreu « combat face à face ») est une technique de combat d'origine israélienne. Il est constitué de tactiques défensives, de close combat et d'auto-défense. Le kapap-lotar est utilisé par les forces de sécurité et l'armée israélienne, la police, les opérations spéciales et les unités anti-terroristes.
Lotar est un concept de combat complet, dérivé de situations réelles et d'expériences personnelles. Lotar se concentre sur l'enseignement de techniques qui reconnaissent, évaluent et neutralisent une menace de la manière la plus rapide, la plus simple et la plus instinctive possible.

## Origine
Lors de la Seconde Guerre mondiale (1939-1945), les Britanniques se tournent vers les combattants juifs pour lutter contre les forces de l'Axe au Moyen-Orient. Yitzhak Sadeh, un officier de la Haganah met alors sur pied la première unité officielle des forces spéciales juives le 14 mai 1941, le Palmach. À noter que deux unités opéraient dans le cadre du Palmach. Le premier, le Palyam, était le prototype des Sea Commandos, l'unité d'élite de la marine en Israël (semblable aux Navy Seals américains). La deuxième unité, appelée l'unité allemande, était une force de guérilla sous couverture qui a pénétré les régions contrôlées par les nazis et infiltré les rangs des unités nazies. L'unité allemande opérait avec les "Avengers" (nokmim en hébreu), une équipe secrète qui traquait, arrêtait et parfois exécutait des criminels de guerre nazis fugitifs à travers le monde.
L'entraînement que les commandos du Palmach reçoivent s'appelle le kapap. Le kapap est une combinaison d'exercices militaires (utilisation d'armes à feu et d'explosifs, radio-communications, exercices de survie, apprentissage des langues de l'ennemi, etc.) et d'entraînement au combat (boxe anglaise, lutte gréco-romaine, entraînement au couteau et au bâton, appris avec les Britanniques).
Les trois compagnies de combat entraînées au kapap ont aidé les Britanniques dans diverses missions: l'invasion du Liban et de la Syrie sous mandat français du Régime de Vichy, missions d'espionnage en Jordanie, combat avec les S.A.S (Special Air Service) dans les Balkans.
Au début, il y avait KAPAP, cela ne comprenait que les techniques de combat qui étaient nécessaires pour le champ de bataille. Ceux-ci comprenaient des combats au corps à corps, des combats au bâton avec des bâtons courts et longs mais aussi des armes réelles et tranchantes et des parcours d'obstacles conçus pour  endurcir physiquement et mentalement. Les KAPAP étaient les techniques de combat de guérilla utilisées par les premiers commandements israéliens qui se sont battus pour la création d'Israël. À partir de ces techniques KAPAP, les principales personnes impliquées sont allées dans différentes directions, certaines ont retiré les applications militaires et créé le Krav Maga, qui était davantage orienté vers un système d'autodéfense très basique.

## Personnalités ayant contribué au développement du Kapap
- Yitzhak Sadeh : commandant du Palmach ;
- Gershon Kopler : instructeur de judo et jujitsu qui a contribué aux techniques de self-defense kapap pour les combattants du Palmach et de la Haganah ;
- Yehuda Marcus : instructeur-chef du Palmach pour le judo-jiujitsu et le conditionnement physique ;
- Moshe Finkel : instructeur physique du Palmach ;
- Maishel Horovitz : instructeur-chef du kapap au sein du Palmach, a développé au sein du Palmach la méthode du bâton court.

## Le kapap
Le kapap a pour but d'enseigner à se protéger et à se préserver, d'utiliser tous les moyens possibles pour garantir sa survie. Il établit à partir de situation réelles avec un objectif principal d'acquérir le maximum d'efficacité possible. C'est une tactique de défense personnelle qui a pour objectif de donner des outils pour réagir en cas d'agression. Neutraliser n'importe quel adversaire dans un temps très court. Ce système n'est pas un sport, c'est à la fois une technique de combat et un système d'auto-défense à mains nues. Il prépare mentalement et physiquement à tous les types de combats. Pas de salut ni de maître, pas de ceintures ni d'uniformes.

## Entraînement
Dans les techniques de combats israéliens les armes à feu font partie de l'entraînement, on doit savoir désarmer un individu et utiliser son arme ensuite.
Le kapap enseigne de nombreuses techniques de défense contre couteaux, bâtons, armes de poing, des techniques pieds-poings et du combat au sol. C'est un système plus que complet qui apprend à se servir de toutes les armes du corps, avec une étude des points vitaux.

## Grades en kapap international
Divisé en 10 niveaux de l'élève :
- 3 Niveaux de base :

Basic level 1
Basic level 2
Basic level 3
- 3 Niveaux « moyens » :

Medium level 1
Medium level 2
Medium level 3
- 3 Niveaux « avancés » :

Advanced Level 1
Advanced Level 2
Advanced Level 3
- 3 Niveaux « instructeurs » :

Le niveau A est le niveau approprié de Dan 1 à 3
Le niveau B est approprié au niveau de Dan 3 à 5
Le niveau C est appropriée dans le niveau de Dan 5 à 8

## Le kapap aujourd'hui
Avant 2001, Le kapap était mal connu en dehors d'Israël : les attentats du 11 septembre 2001 ont accéléré la reconnaissance du kapap en dehors des frontières d'Israël[réf. souhaitée], les forces de sécurité occidentales étant de plus en plus à la recherche d'un système d'auto-défense efficace.
À la fin de l'année 2000, le lieutenant-colonel Chaim Peer et le major Avi Nardia décident de mettre sur pied la Fédération internationale de kapap (IKF, International Kapap Federation). Celle-ci est basée en Israël et dirigée par Chaim Peer.
En 2001 le sergent Jim Wagner de la police du comté d'Orange rend visite au major Nardia, à l'époque instructeur de tactiques défensives de la police israélienne. À la suite de cette visite, Wagner demande au major Avi Nardia de venir aux États-Unis enseigner ce système à différentes unités spéciales de la police, notamment le SWAT, et à plusieurs régiments de l'armée, les marines, et aux forces spéciales. Après plusieurs voyages aux États-Unis, Wagner et Nardia ont officiellement introduit le kapap dans ce pays avec un premier article dans le magazine Black Belt. Nardia a ensuite déménagé aux États-Unis en 2003, et a commencé le développement du kapap avec des experts tactiques et des instructeurs qualifiés.
En 2005 la Kapap Academy est créé aux États-Unis par Nardia et Albert Timen, deux instructeurs de kapap qualifiés et anciens des forces spéciales israéliennes, leur but étant de promouvoir cette discipline à travers le monde et de former des instructeurs de haut niveau.